# Tetrastigma obovatum
Tetrastigma obovatum är en vinväxtart som först beskrevs av Laws., och fick sitt nu gällande namn av François Gagnepain. Tetrastigma obovatum ingår i släktet Tetrastigma och familjen vinväxter. Inga underarter finns listade i Catalogue of Life.